# 上海公交22路
22路是上海市内曾经的一条无轨电车线路，前身为4路公共汽车，1954年2月1日改为22路无轨电车运营，2022年8月17日起改用电动汽车运营。
22路的部分历史线路走向衍生出33路。

## 线路变迁

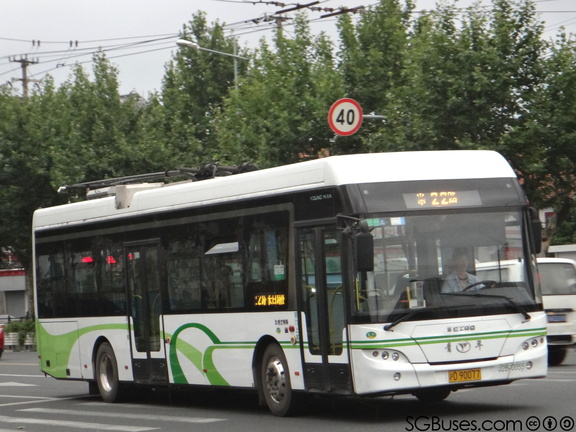
2015年，使用无轨电车的22路

- 2015年，使用无轨电车的22路对日战争结束后，上海公共交通公司开辟4路公共汽车，从北京东路外滩经白渡桥、长治路、东长治路、长阳路至兰州路，另有4路甲延伸至临青路[1]。
- 1954年2月1日，4路公共汽车改为22路无轨电车，起讫站为引翔港与广东路外滩[2]。
- 1960年1月15日从引翔港延伸至隆昌路。
- 1987年7月15日再次延伸至军工路[2]。
- 1992年外滩地区改建，导致中山东一路沿线架空线拆除，22路电车缩线至外白渡桥[3]。为满足前往外滩的客流需求新辟了接驳车，往返于白渡桥与十六铺间，后改为22路全程车，由公共汽车运行，起讫站为周家嘴路军工路与十六铺，行驶路线与缩线前的22路电车相同。
- 后22路汽车改走周家嘴路、黄兴路、长阳路一线，而电车仍保持周家嘴路、隆昌路、长阳路路线不变。为区分线路，将电车与汽车站牌分列，电车站牌番号为22电，汽车站牌番号为22汽。
- 2003年9月5日，22路电车东端终点由周家嘴路军工路调整至长白路图们路，图们路方向自长阳路原线经内江路、敦化路至长白路，闵行路方向走长白路、图们路、控江路、内江路、长阳路原线[4]。
- 2005年11月26日，22路汽车的编号调整为33路，22路电车的编号恢复为22路[5]。
- 2014年6月1日起，22路改用青年JNP6120BEV1型双源无轨电车运行。
- 2014年8月9日起，因虹口港泵闸工程施工，东大名路桥配合进行拆除重建，双向通行封闭1年。22路下行绕行东长治路、新建路后回东大名路原线[6]。
- 2016年长阳路道路拓宽工程完工后，长阳路沿线部分车站位置进行了位移和增减。
- 2022年8月17日起，22路改用电动汽车运营。

## 路线基本资料

### 线路走向
- 上行：长白路图们路→闵行路长治路
  - 自长白路起经图们路、控江路、内江路、长阳路、东长治路、长治路桥、长治路至闵行路止。
- 下行：闵行路长治路→长白路图们路
  - 原定：自闵行路起经大名路、大名路桥、东大名路、霍山路、临潼路、长阳路、内江路、敦化路至长白路止。
  - 临时：自闵行路起经大名路、武昌路、长治路、东长治路、新建路、东大名路、霍山路、临潼路、长阳路、内江路、敦化路至长白路止。

### 服务时间
- 长白路图们路：04:45～22:40
- 闵行路长治路：05:15～23:00

### 收费
- 全程单一票价RMB¥2，无人售票，线路实行公交换乘优惠。

### 区间
- 海门路调头：长白路图们路～东长治路海门路
  - 东长治路海门路站清客后，走东长治路、丹徒路、东大名路，返程第一站停靠东大名路公平路。

### 地铁换乘
- █ 4号线：大连路站
- █ 12号线：隆昌路站、宁国路站、江浦公园站、大连路站、提篮桥站、国际客运中心站
- █ 18号线：江浦公园站

### 停站

#### 上行
| 序号 | 站名           | 首班 | 末班  | 站址                             | 共站公交线路                 | 轨道交通换乘                | 周边地点、区片 |
| 1    | 长白路图们路   | 4:45 | 22:40 | 长白路37号西侧10米               |                              |                             | 上海理工大学 |
| 2    | 控江路敦化路   | 4:47 | 22:42 | 控江路488号                      | 6                            |                             | 内江公园 |
| 3    | 内江路周家嘴路 | 4:48 | 22:43 | 内江路365号                      | 60、812                      |                             | 杨浦火车站、上海理工大学水丰路校区、上海印刷博物馆、延吉第二初级中学、巴士一公司内江路停车场                           |
| 4    | 长阳路内江路   | 4:50 | 22:45 | 长阳路隆昌路东侧 （12号线1号口） |                              | █ 12号线隆昌路站            | 上海电力学院、七巧国广场、第二十五中学                                                                                 |
| 5    | 长阳路宁武路   | 4:52 | 22:47 | 长阳路2095号                     | 868、934                     |                             | 白林寺、大桥派出所 |
| 6    | 长阳路临青路   | 4:54 | 22:49 | 长阳路1919号                     | 934                          |                             | 引翔港 |
| 7    | 长阳路黄兴路   | 4:56 | 22:51 | 长阳路黄兴路西侧                 | 843、868、934、申川专线      | █ 12号线宁国路站            | 杨浦区少年宫、杨浦邮政支局、杨浦区疾病预防控制中心、复地四季广场、长阳谷、上海市教科院附属中学（分校）                 |
| 8    | 长阳路兰州路   | 4:57 | 22:52 | 长阳路眉州路西侧                 | 137、843、868、934、申川专线 |                             | 高郎桥、宜嘉广场 |
| 9    | 长阳路江浦路   | 4:59 | 22:54 | 长阳路江浦路西侧                 | 137、868、934                | █ 12号线 █ 18号线江浦公园站 | 江浦公园、上海国际设计交流中心                                                                                         |
| 10   | 长阳路许昌路   | 5:00 | 22:55 | 长阳路768号对面                  | 137、868、934、申川专线      |                             | 上海卷烟厂、控江中学附属民办学校、中国烟草博物馆                                                                       |
| 已撤 | 长阳路辽阳路   | 5:02 | 22:57 | 长阳路717号西侧                  |                              |                             | |
| 11   | 长阳路大连路   | 5:03 | 22:58 | 长阳路大连路东侧                 | 137、868、934、申川专线      | █ 4号线 █ 12号线大连路站    | 大连路绿地、市东中学、市中西医结合医院、航道医院、保利绿地广场                                                         |
| 12   | 东长治路海门路 | 5:05 | 23:00 | 东长治路979号                    | 37、135、330、868、934       | █ 12号线提篮桥站            | 提篮桥、犹太难民在上海纪念馆、上海市提篮桥监狱、下海庙、澄衷中学、长青学校、公平路渡口、提篮桥邮政支局、北外滩滨江绿地 |
| 13   | 东长治路旅顺路 | 5:09 | 23:04 | 东长治路437号 (商丘路西侧200米)  | 37、135、330、868、934       | █ 12号线国际客运中心站      | 海员医院（东长治路分院）、上海港国际客运中心、北外滩滨江绿地                                                           |
| 14   | 闵行路长治路   | -    | -     | 闵行路155号对面                  |                              |                             | 外白渡桥、百老汇大厦、俄罗斯驻上海总领事馆、浦江饭店、虹口公安分局、北虹高级中学                                       |

#### 下行
| 序号 | 站名                          | 首班  | 末班  | 站址                             | 共站公交线路           | 轨道交通换乘                | 周边地点、区片 |
| 1    | 闵行路长治路                  | 05:15 | 23:00 | 闵行路155号对面                  |                        |                             | 外白渡桥、百老汇大厦、俄罗斯驻上海总领事馆、浦江饭店、虹口公安分局、北虹高级中学                                       |
| 2    | 东大名路旅顺路 东长治路商丘路 | 5:17  | 23:02 | 东大名路500号 东长治路商丘路东侧 | 37、135、330、868、934 | █ 12号线国际客运中心站      | 海员医院（东长治路分院）、上海港国际客运中心、北外滩滨江绿地                                                           |
| 3    | 东大名路海门路                | 5:19  | 23:04 | 东大名路1080号                   | 134、510、868、934     | █ 12号线提篮桥站            | 提篮桥、犹太难民在上海纪念馆、上海市提篮桥监狱、下海庙、澄衷中学、长青学校、公平路渡口、提篮桥邮政支局、北外滩滨江绿地 |
| 4    | 霍山路舟山路                  | 5:23  | 23:08 | 霍山路138号                      |                        |                             | 犹太难民在上海纪念馆、霍山公园、美犹联合救济委员会旧址                                                                 |
| 5    | 长阳路大连路                  | 5:25  | 23:10 | 长阳路234号                      | 934                    | █ 4号线 █ 12号线大连路站    | 上海市提篮桥监狱、市中西医结合医院、航道医院                                                                           |
| 6    | 长阳路辽阳路                  | 5:27  | 23:12 | 长阳路荆州路东侧                 | 934                    |                             | 大连路绿地、市东中学、保利绿地广场                                                                                     |
| 7    | 长阳路许昌路                  | 5:28  | 23:13 | 长阳路910号西侧30米              | 934                    |                             | 上海卷烟厂、控江中学附属民办学校、中国烟草博物馆                                                                       |
| 9    | 长阳路江浦路                  | 5:29  | 23:14 | 长阳路江浦路西侧                 |                        | █ 12号线 █ 18号线江浦公园站 | 江浦公园、上海国际设计交流中心                                                                                         |
| 8    | 长阳路兰州路                  | 5:30  | 23:15 | 长阳路1222号                     | 934                    |                             | 高郎桥、宜嘉广场 |
| 9    | 长阳路眉州路                  | 5:31  | 23:16 | 长阳路1510号西侧5米              |                        | █ 12号线宁国路站            | 复地四季广场 |
| 10   | 长阳路黄兴路                  | 5:32  | 23:17 | 长阳路1624号宁国路东侧50米       | 934                    | █ 12号线宁国路站            | 杨浦区少年宫、杨浦邮政支局、杨浦区疾病预防控制中心、复地四季广场、长阳谷、上海市教科院附属中学（分校）                 |
| 11   | 长阳路临青路                  | 5:34  | 23:19 | 长阳路1857号对面                 | 934                    |                             | 引翔港 |
| 12   | 长阳路宁武路                  | 5:35  | 23:20 | 长阳路2094号                     | 934                    |                             | 白林寺、大桥派出所、七巧国广场、第二十五中学                                                                           |
| 13   | 长阳路内江路                  | 5:38  | 23:23 | 长阳路2598号                     |                        | █ 12号线隆昌路站            | 上海电力学院 |
| 14   | 内江路周家嘴路 (内江路长阳路) | 5:40  | 23:25 | 内江路255号对面                  | 60、812                |                             | 中国石油内江路加油站                                                                                                   |
| 招呼 | 内江路周家嘴路                | 5:41  | 23:26 | 内江路385号对面                  | 60、812                |                             | 杨浦火车站、上海理工大学水丰路校区、上海印刷博物馆、延吉第二初级中学、巴士一公司内江路停车场                           |
| 15   | 内江路控江路                  | 5:42  | 23:27 | 内江路486号                      | 60、812                |                             | 内江公园 |
| 16   | 长白路敦化路                  | 5:43  | 23:28 | 长白路153号                      | 6                      |                             | 安图医院 |
| 17   | 长白路图们路                  | -     | -     | 长白路37号西侧10米               |                        |                             | 上海理工大学 |